# Бела Хотенашвілі
Бела Хотенашвілі (1 червня 1988, Телаві) — грузинська шахістка, гросмейстер (2013).

У складі збірної Грузії переможниця командного чемпіонату світу 2015 року.
Її рейтинг станом на березень 2020 року — 2458 (25-те місце у світі, 3-тє — серед шахісток Грузії).

## Життєпис
Закінчила Тбіліський державний університет (імені Івана Джавахішвілі), навчається в Грузинському технічному університеті.

## Шахова кар'єра
2004 року стала чемпіонкою світу серед дівчат до 16 років.
В 2009 році виграла міжнародний жіночий відкритий кубок Маї Чібурданідзе. Починаючи з 2009 року є членом національної команди Грузії.
За період 2009—2011 рр. у складі зб. Грузії завоювала срібні нагороди чемпіонату Європи (2009), бронзові нагороди шахової олімпіади (2010) та чемпіонату світу (2011).
У 2012 році стала чемпіонкою Грузії.
Посіла 8 місце з командою Грузії на шаховій олімпіаді 2012 у Стамбулі, Туреччина. Була посіяною під 13-м номером на Чемпіонаті світу 2012, але вибула у першому раунді. Перемогла на першому етапі Гран-Прі ФІДЕ серед жінок 2013-2014.
У березні 2015 року на чемпіонаті світу серед жінок 2015, що проходив у Сочі, Бела Хотенашвілі дійшла до 1/8 фіналу, де поступилася китайській шахістці Чжао Сюе з рахунком ½ — 1½.
У квітні 2015 року Хотенашвілі у складі збірної Грузії стала переможницею командного чемпіонату світу, що проходив у китайському місті Ченду. Крім того, Бела набравши 83,3 % від числа можливих очок показала найкращий результат серед шахісток, які виступали на першій шахівниці, а її турнірний перфоманс (2699 очок) виявився найкращим результат серед усіх шахісток, що виступали на турнірі.
У травні 2015 року з результатом 7 очок з 11 можливих (+5-2=4) посіла 12 місце на індивідуальному чемпіонаті Європи, що проходив у грузинському місті Чакві.
У листопаді 2015 року в складі збірної Грузії стала бронзовою призеркою командного чемпіонату Європи, що проходив у Рейк'явіку. Набравши 3½ очка з 7 можливих (+2=3-2), Бела посіла 7 місце серед шахісток, які виступали на другій шахівниці..
У грудні 2015 року, набравши 5 очок з 9 можливих (+3-2=4), посіла 54 місце (3 — серед жінок) на опен-турнірі «Qatar Masters Open 2015».
У березні 2019 року Хотенашвілі у складі збірної Грузії посіла 3-тє місце на командному чемпіонаті світу, що проходив в Астані. Крім того, набравши 61,1 % можливих очок, грузинка посіла 3-тє місце серед шахісток, які виступали на першій шахівниці.

## Зміни рейтингу
| На цьому місці має відображатися графік чи діаграма, однак з технічних причин його відображення наразі вимкнено. Будь ласка, не видаляйте код, який викликає це повідомлення. Розробники вже працюють для того, щоби відновити штатне функціонування цього графіка або діаграми. | |
| | На цьому місці має відображатися графік чи діаграма, однак з технічних причин його відображення наразі вимкнено. Будь ласка, не видаляйте код, який викликає це повідомлення. Розробники вже працюють для того, щоби відновити штатне функціонування цього графіка або діаграми. |